# 東尼 (投資家)
托尼·梅沙（英語：Tony Measor，1933年—2015年7月28日），香港傳媒普遍簡稱他為「東尼」，英國人，有四名子女，在亞洲金融界工作多年，包括香港、新加坡、倫敦及亞太區，有「亞洲股神」之稱。
東尼早年在英國擔任會計練習生，其後由英國前往新加坡發展，1950年代末曾擔任股票經紀，1974年轉到香港發展，成為新聞工作者，在英文虎報任職，其後成為基金經理，管理基金投資金額2億5000萬港元。而他管理的香港基金在1987年股災及1988年，連續兩年排名第一。他曾任馬來西亞證券交易所及新加坡證券交易所委員會會員。
科網熱潮期間，東尼擔任香港財經網站華富財經 Quamnet 總編輯，2001年初退休。東尼曾在網上撰寫收費專欄「東尼日誌」。亦曾在香港雜誌《壹週刊》撰寫專欄「天下第一倉」，在專欄設立的投資組合，曾升值超過9倍。東尼的專欄結集成多本作品。
2010年，東尼因健康問題結束其專欄撰寫，「天下第一倉」則由同事艾沙接手繼續連載。

## 作品
- 《東尼投資哲學—理論篇》 ISBN 9628747142
- 《東尼投資哲學—實踐篇》 ISBN 9628747258
- 《東尼語錄I─危機正是入市時》 ISBN 9628805185
- 《東尼語錄II─分段吸納迎復甦》 ISBN 9628805029
- 《富足一生：東尼投資十大心法》 ISBN 9889832860

## 資料來源
1. ↑  亞洲股神東尼今早離世 終年82歲
2. ↑  天下第一倉 Tony's Farewell

- 錢銀事大：一位英國人在香港的股票買賣簡史 東尼說話，你不能不聽 明報 2006年3月19日
- 富足一生：東尼投資十大心法（页面存档备份，存于）
- 天下第一倉